# Jakob Jóhannesson Smári
Jakob Jóhannesson Smári (født 9. oktober 1889, døde 10. august 1972) var en islandsk digter, litterat og lærer.
Smári afsluttede sin mastergrad i nordisk mytologi ved Københavns Universitet i 1914. Han vendte da tilbage til Island og arbejdede som seniorlærer ved Reykjaviks Universitetshøjskole 1920-1936. I 1940'erne og 1950'erne var han kritiker af litteratur i den islandske avis Morgunbladid. Han skrev også bøger om islandsk grammatik og lavede en islandsk-dansk ordbog.
Han udgav fire samlinger af sine egne digte: Kaldavermsl (1920), Handan storms og strauma (1936), Undir sól að sjá (1939) og Við djúpar lindir (1957). Som digter anses Smári som repræsentant for den nye romantik på Island. Hans poesi har påvirket flere samtidige islandske digtere. Det er blevet sagt at hans lyrik "gennemtrænges af en stærk skønhedssans." Nogle af hans digte er blevet fortolket og tilføjet til musik af islandske sangere.
Smári skrev også på dansk, herunder artikler i den dansk-norske journal Litteraturen - Nordens kritiske revue (1918-1921), og han oversatte nogle af forfatter Gunnar Gunnarssons (1889-1975) tidlige bøger fra dansk islandsk.